# Adrenalize (Def Leppard-album)
Adrenalize er det femte studieablum udgivet af det britiske rockband Def Leppard. Det udkom 31. marts 1992 hos Mercury Records.
Indspilningen af albummet, der skulle følge op succesalbummet Hysteria, blev en langstrakt affære. Bandet begyndte arbejdet i de to hollandske studier, Wisseloord og Studio 150, men endte med at færdiggøre det i Joe's Garage i den irske hovedstad Dublin.
Adrenalize blev de sidste med guitarist, Steve Clark, der gik bort 8. januar 1991 efter at have blandet en uheldig cocktail af alkohol og smertestillende medicin.

## Spor

### Side A
1. "Women" (5:42)
2. "Rocket" (6:37)
3. "Animal" (4:04)
4. "Love Bites" (5:46)
5. "Pour Some Sugar on Me" (4:27)
6. "Armageddon It" (5:25)

### Side B
1. "Gods of War" (6:37)
2. "Don't Shoot Shotgun" (4:26)
3. "Run Riot" (4:39)
4. "Hysteria" (5:54)
5. "Excitable" (4:19)
6. "Love and Affection" (4:37)